# Мурзак-кобинська культура
Мурзак-кобинська культура — археологічна культура пізньої середньокамяної доби гірського Криму. Змінила ранні середньокам'яні культури шан-кобинську й свідерські пам'ятки Криму (Сюрень-2 шар 2 й Буран-Кая шар 4).
Епонімною пам'яткою мурзак-кобинських пам'яток Криму є стоянка під навісом Мурзак-Коба, що розташована у Чорноріченському каньйоні поблизу села Чорноріччя у долині річки Чорна.
На Керченському півострові пам'ятки мурзак-кобинської культури дещо мають риси кукрецької культури.
Була сучасною з кукрецькою культурою степів Криму й Надчорномор'я. Пам'яток кукрецької культури навіть більше у кримських горах за мурзак-кобинські, бо яйли являють собою високогірні степи.
Мурзак-кобинських пам'ятки неоднорідні й належать двом традиціям:
- перша — характерна відсутністю, або незначною кількістю трапецій, замість яких зустрічаються вістря (IV-й й II-й шари Фатьма-Коби);
- друга — характерна широким розповсюдженням трапецій (III шар Фатьма-Коба)).

Обидві індустрії знаходять паралель в тарденуазькій культурі, до якої близька мурзак-кобинська.

## Стоянки
Чисельність стоянок мурзак-кобинської культури помітно зросла у порівнянні з попередньою шан-кобинською культурою до приблизно 20.
Відкрито також три поховання цього часу (Мурзак-Коба, Фатьма-Коба), що є першими з пізньої середньокам'яної доби. Переважно стоянки розміщені у навісах й гротах, хоча відомі й відкриті місцезнаходження.
Найповніші комплекси мурзак-кобинської культури виявлені у гротах Мурзак-Коба, Фатьма-Коба (шари 2-4), Шан-Коба (шари 2-3), Кара-Коба, Заміль-Коба-1 (1-й верхній шар), -2, Алимовський Навіс-I (2-й шар), Кара-Коба, Шпан-Коба (1-й шар), Аджи-Коба-III, Ласпі-VII, Кореїз-III, Киль- Бурун, Фронтове-I та інших, а також в скупченні черепашок під скелею на стоянці Ласпі-7.
Ймовірно до фінальної стадії культури відноситься VII-й шар навісу Таш-Аїр-I.

## Вироби
Мікроліти тарденуазького типу: скребачки, різці, ножеподібні пластинки, геометричні мікроліти. Від попередньої шан-кобинської культури відрізняється число сегментів різко зменшується, і, навпаки, зростає число трапецій, різцово-скребковий показник падає, він близький до одиниці (0,7), збільшується число скребків на сколах.
Важливою рисою мурзак-кобинських пам'яток є велика чисельність (понад 20 %) пластівок з виїмками, а серед кістяних виробів поширені багатозубі гарпуни «кримського» типу. Більше половини знарядь виготовлені з платівок. Платівково-сколовий показник — 1,9.
Кістяні знаряддя і кістки тварин барана, кабана, благородного оленя, кота, ведмедя. Серед кістяних знарядь багатозубі гарпуни, шила проколи, наконечники стріл, голки з вушком, підвіски, лощила та інше.

## Господарство
Заняттям населення було полювання й збірництва. Виявлено кістки сучасних видів тварин, багато мушель равликів.
Також населення ловило річкову рибу, про що свідчать численні знахідки кісток великої риби в печері Мурзак-Коба — чорноморського лосося, вирозуба, рибця, судака, сома (за розміром грудного плавця деякі соми досягали 170 сантиметрів завдовжки).
Серед знайдених в печері кісток свиней до 70 % належали молодняку. А велике число кісток молодих тварин, як прийнято вважати, є ознакою придомашнювання тварин. З домашніх тварин відома собака.

## Поховання
Вік чоловіка становив 40-45 років, жінка була значно молодша — 20-25 років. Покійники лежали у витягнутому положенні на спині в неглибокій ямі головами на схід.
Для поховання у Мурзак-Коба не копали могилу, а засипали тіла камінням. Пізніше диким тваринам вдалося розкопати поховання і частоково пошкодити труп чоловіка. Після цього люди додатково заклали могилу ще кількома рядами каменю і засипали землею.
Антропологічно поховані належали до довгоголового та широколицього пізнього кроманьйонського типу. На обох руках жіночого кістяка дві останні фаланги мізинців були ампутовані ще в дитинстві. Цей факт свідчить про існування у мезоліті Криму обряду відтинання пальців, який ще до недавнього часу зустрічався у відсталих народів — бушменів, аборигенів Австралії тощо. Скелети з ампутованими останніми фалангами на одному чи кількох пальцях знаходили в Європі у Пірінеях, але саме знахіднка в Мурзак-Коба дозволила стверджувати, що це було зумисне спотворення, а не медична операція. Права рука чоловіка заходить під ліву руку жінки, що свідчить, про те, що поховання було одночасним. В черепі чоловіка знайдено застряглий шматок кременю, що певно свідчить, про те, що він загинув насильницькою смертю. Ці дві обставини дають привід зробити припущення, про ритуальне вбивство молодої жінки.
До мурзак-кобинської культури також відноситься поховання виявлене у гроті Фатьма-Коба, що відрізняється від мурзак-кобинських антропологічно та характером поховання. Його антропологічно відносять до середземноморського типу.

## Походження
Мурзак-кобинська культура належить двом різним групам населення, які мешкали не змішуючись на одній і тій же території протягом багатьох сторічь. Ймовірний генетичний зв'язок між цією культурою й попередньою шан-кобинською з припливом носіїв тарденуазької культури.